# Ordenskirche St. Georgen

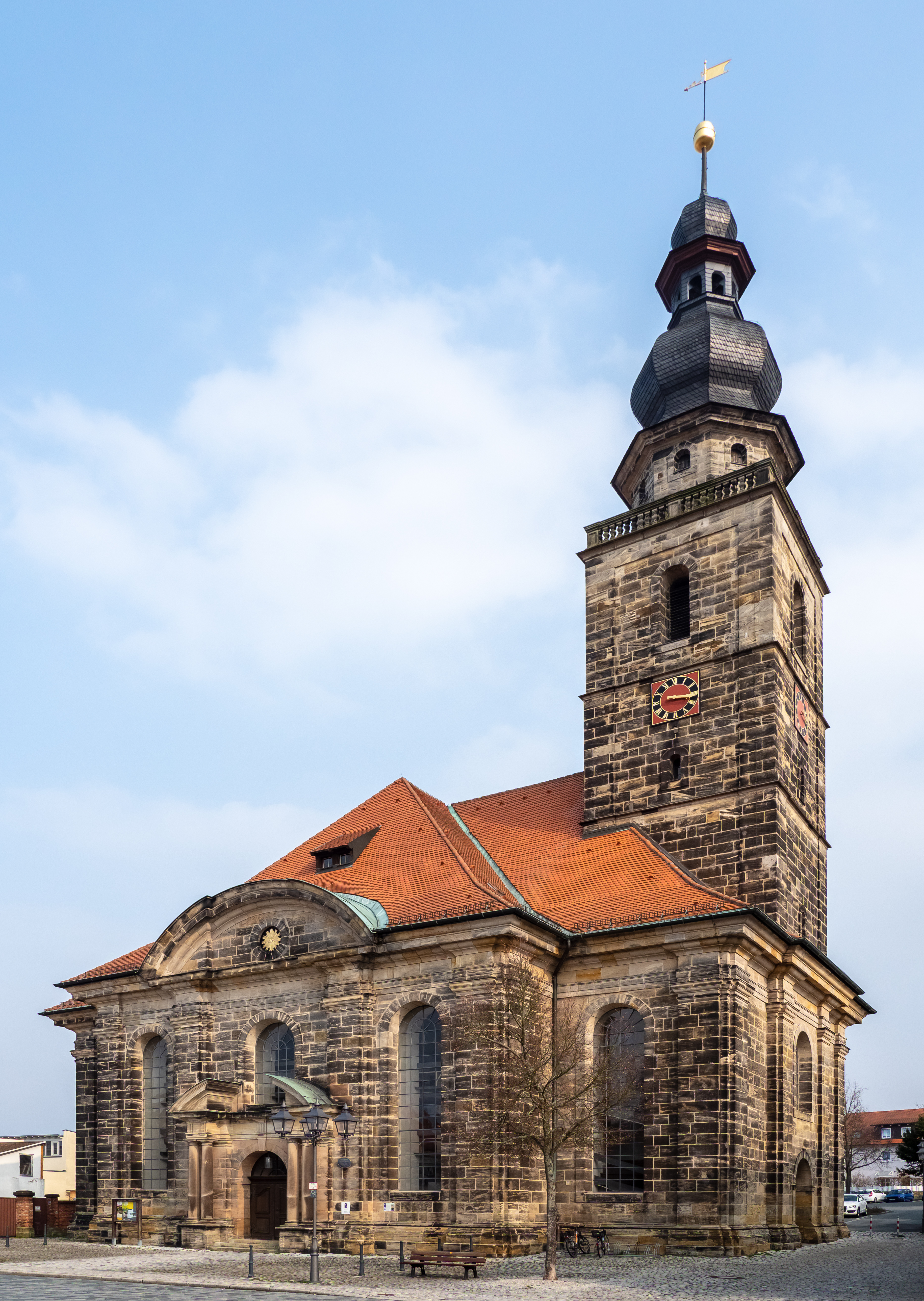
Ordenskirche St. Georgen

Die Ordenskirche St. Georgen, auch Sophienkirche genannt, ist eine evangelisch-lutherische Kirche im Stadtteil St. Georgen von Bayreuth. Sie ist neben der Stiftskirche eines der beiden Kirchengebäude der Evangelischen Kirchengemeinde St. Georgen Bayreuth in der Evangelisch-Lutherischen Kirche in Bayern.
Die Kirche steht an einem der prominenten Plätze von St. Georgen und gilt heute gemeinhin als dessen Wahrzeichen.

## Entstehung der Kirche

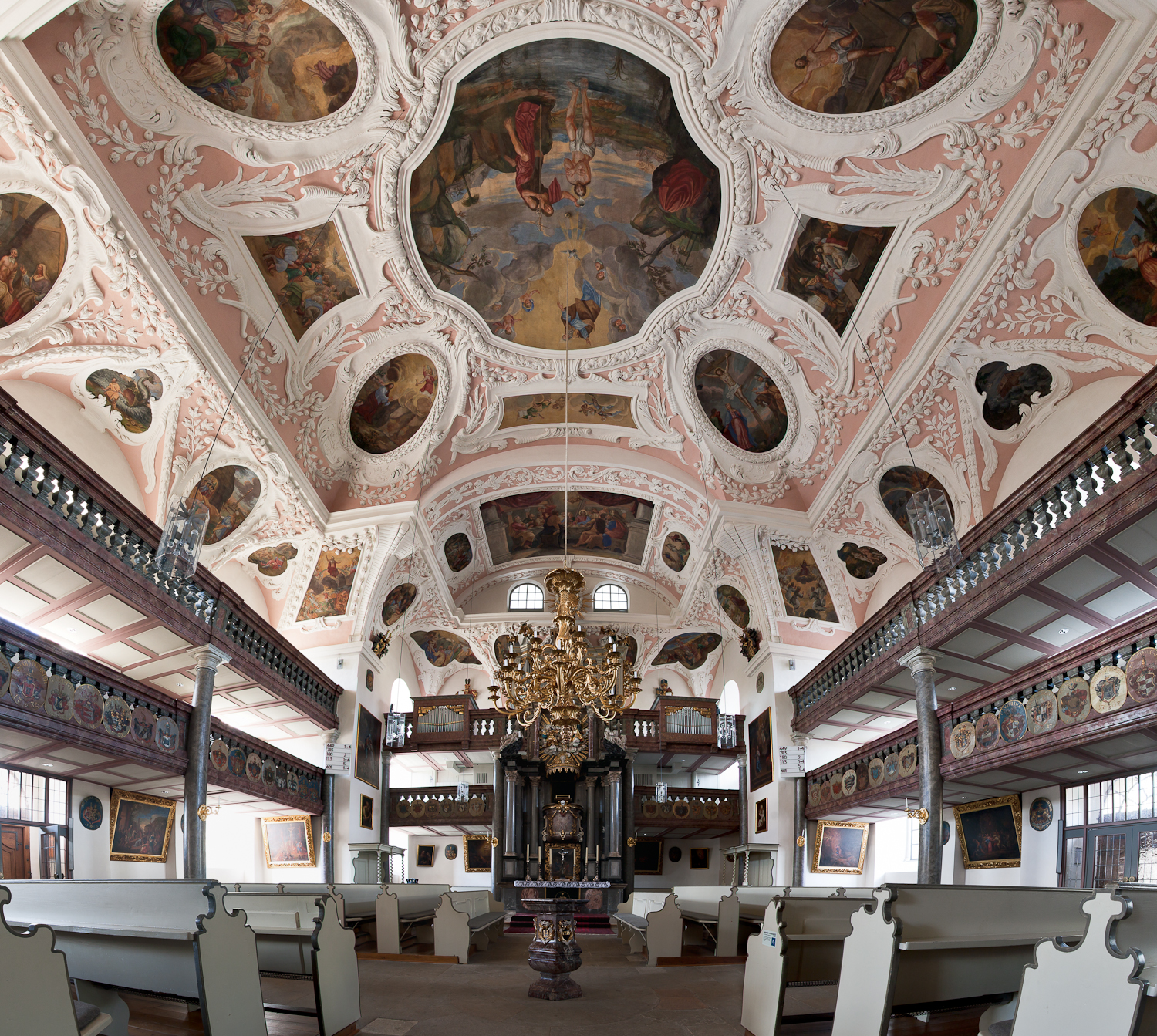
Innenansicht der Kirche

Als Erbprinz des Fürstentums Bayreuth gründete Georg Wilhelm aus dem Hause der fränkischen Hohenzollern planmäßig die Vorstadt St. Georgen am See. In strenger barocker Symmetrie entstanden Straßenzüge mit repräsentativen Bauten. Die Ordenskirche fügt sich in das Straßenbild ein und ist nicht geostet. Sie zählt zu den Kirchenbauten im so genannten Markgrafenstil.
Die Pläne zur Kirche stammen von dem aus der Nähe von Lugano in der Schweiz stammenden Architekten Antonio Porta, der aber schon vor dem eigentlichen Baubeginn starb. 1705 erfolgte die Grundsteinlegung der Kirche. Die benötigten Steine wurden aus 20 Steinbrüchen der näheren und entfernteren Umgebung angeliefert. Ausführender Architekt war nun Gottfried von Gedeler, der auch anderweitig für den Markgraf tätig war. Nachdem 1709 der Rohbau der Kirche fertiggestellt war, forcierte der Markgraf den Innenausbau. Sein Anliegen war es, die Einweihung der Kirche mit dem Georgstag zu verbinden und so fand die Kirchweihe am 23. April 1711 statt. Der Termin für die Einweihungsfeierlichkeiten wurde eingehalten, auch wenn einige Arbeiten noch danach fortgesetzt werden mussten. Der eingeschnittene Kirchturm wurde erst 1718 von Johann David Räntz errichtet. Offiziell erhielt die Kirche den Namen Sophienkirche zur Hl. Dreifaltigkeit zum Gedenken an die Mutter des Bauherrn, Sophie Luise († 1702), die den Bau mit angeregt und wesentlich gefördert hatte. Außerdem hieß seine Gattin Sophie und seine Tochter Christiane Sophie Wilhelmine.

## Beschreibung

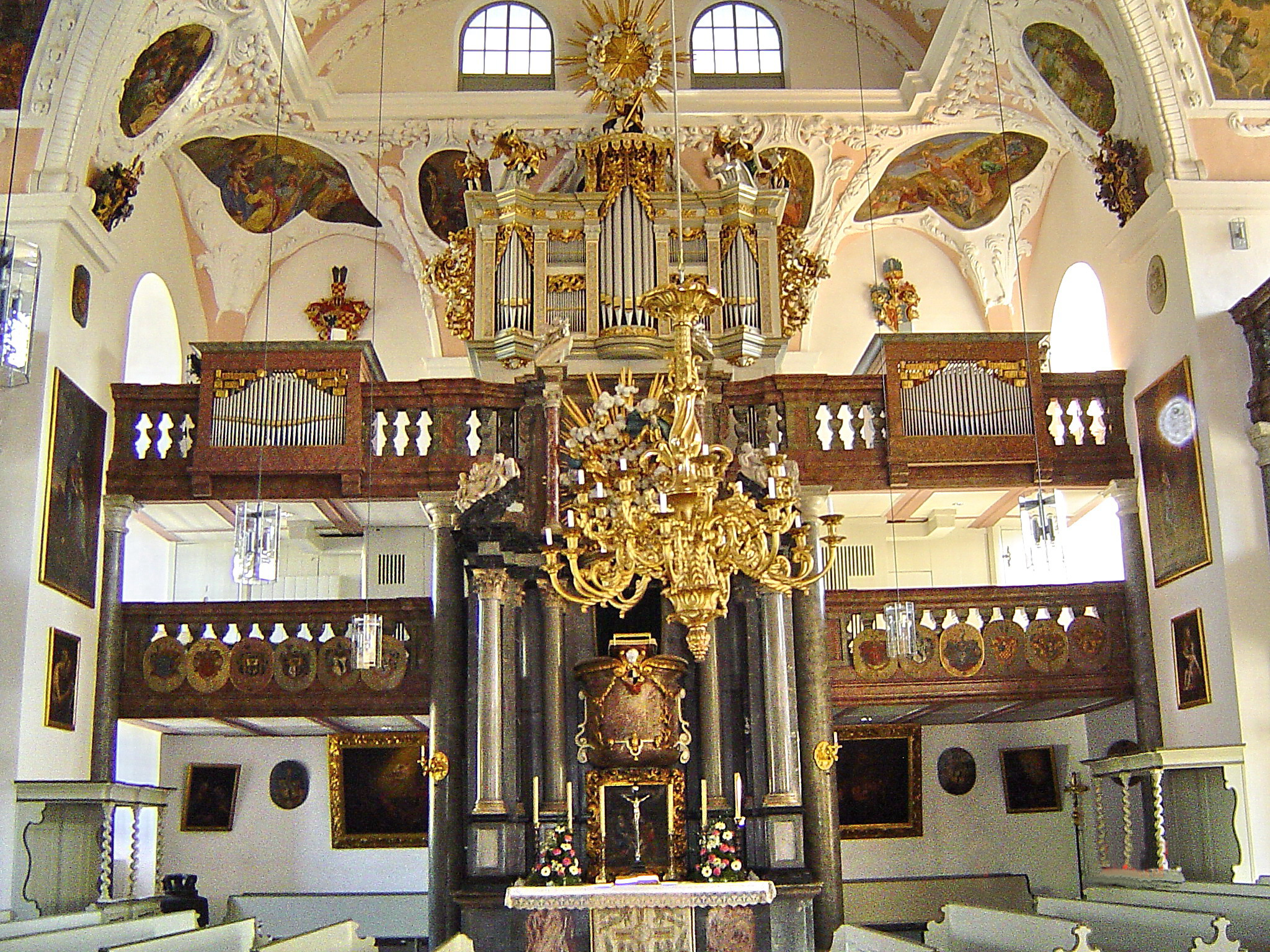
Kanzelaltar und Orgel

Das Kirchengebäude ist ein Zentralbau mit dem Grundriss eines griechischen Kreuzes nach norddeutsch-niederländischen Vorbildern. Das Innere der Kirche erstrahlt in barocker Pracht. Der Stuck der Decke im Stil des italienischen Barock wurde von dem Stuckateur Bernardo Quadri aus Lugano gefertigt. Die 38 Deckenbilder mit Szenen aus dem Alten und Neuen Testament von Johann stammen von Martin Wild aus Kemnath und dem markgräflichen Hofmaler Gabriel Schreyer aus Erlangen. Unter den Emporen bilden zwölf große Gemälde in Öl einen Passionszyklus.
Die Anordnung der Ausstattung verrät den Geist eines aufgeklärten Protestantismus. Der Kanzelaltar aus heimischem unterschiedlich gefärbtem Marmor, ein Werk von Elias Räntz, markiert den wichtigsten Ort in der Kirche, den Ort von Predigt und Abendmahl. Weitere Betonung erfährt diese Stelle durch das prunkvolle Gehäuse der Orgel, das ebenfalls von Elias Räntz stammt, der auch den Taufstein in der Mitte der Kirche geschaffen hat.

## Ordenskirche
Neben dem Ordensschloss war die Ordenskirche als Versammlungsort der Mitglieder des Ordre de la Sincérite gedacht. Eine Sehenswürdigkeit bilden 85 Wappentafeln in der Kirche, die die einzelnen Ordensritter vorstellen. Die Wappentafeln sind oval, zentrales Motiv ist das jeweilige Wappen. Über dem detailliert ausgeführten farbigen Familienwappen steht oben entlang des Randes in großen goldenen Lettern der Name (meist abgekürzt) und unten eine Jahreszahl, nicht die der Aufnahme in den Orden, sondern die der Anbringung der Tafel. Jedes Wappen ist von einem roten Ordensband mit angehängtem Ordenskreuz eingerahmt, das in der Mitte den brandenburgischen Adler trägt und oben von einem Fürstenhut überhöht ist.

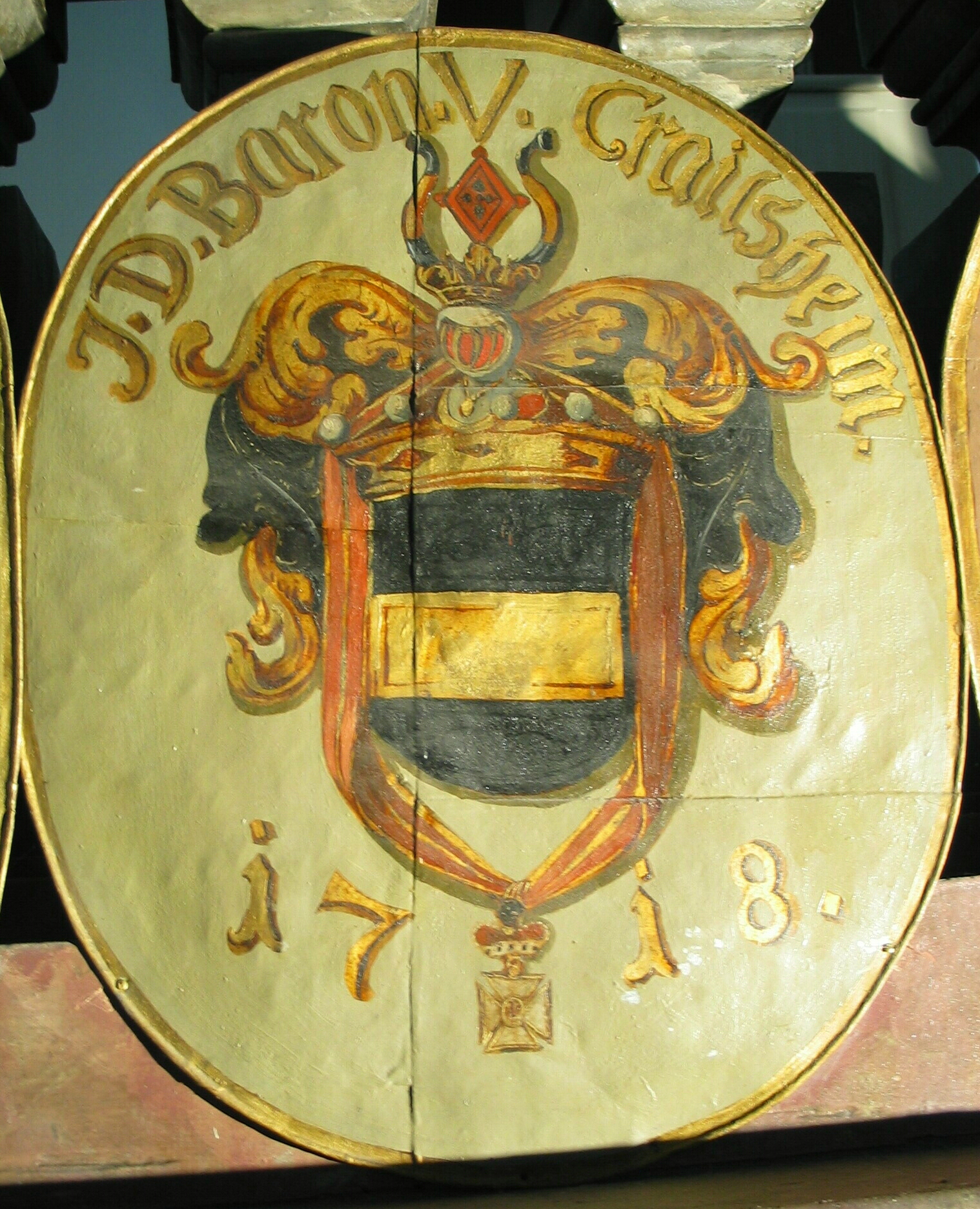
Julius Dietrich Baron von Crailsheim (7. Juni 1664 – 30. Dez. 1747)
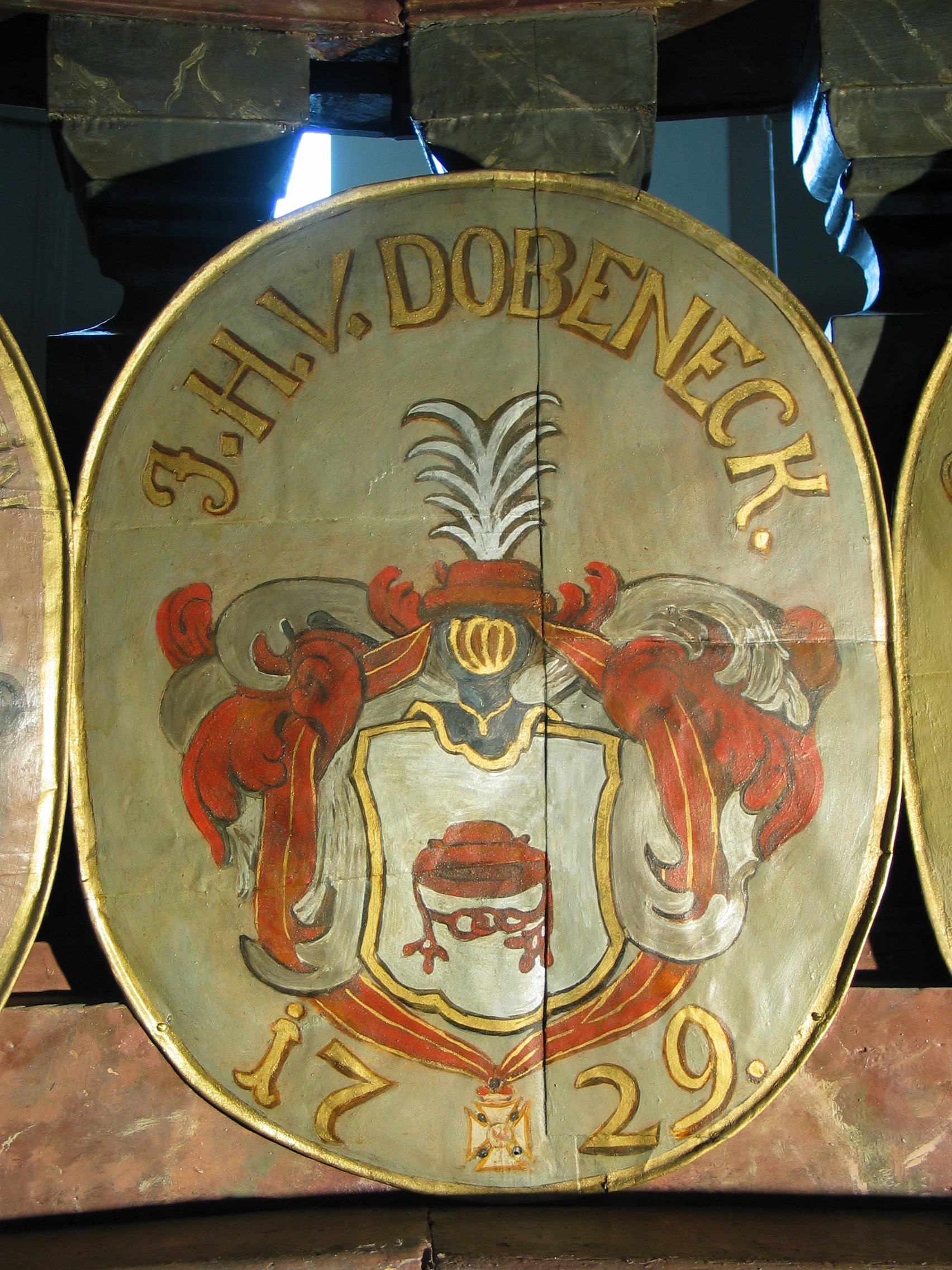
Johann Heinrich von Dobeneck (21. Dez. 1699 – 1759)
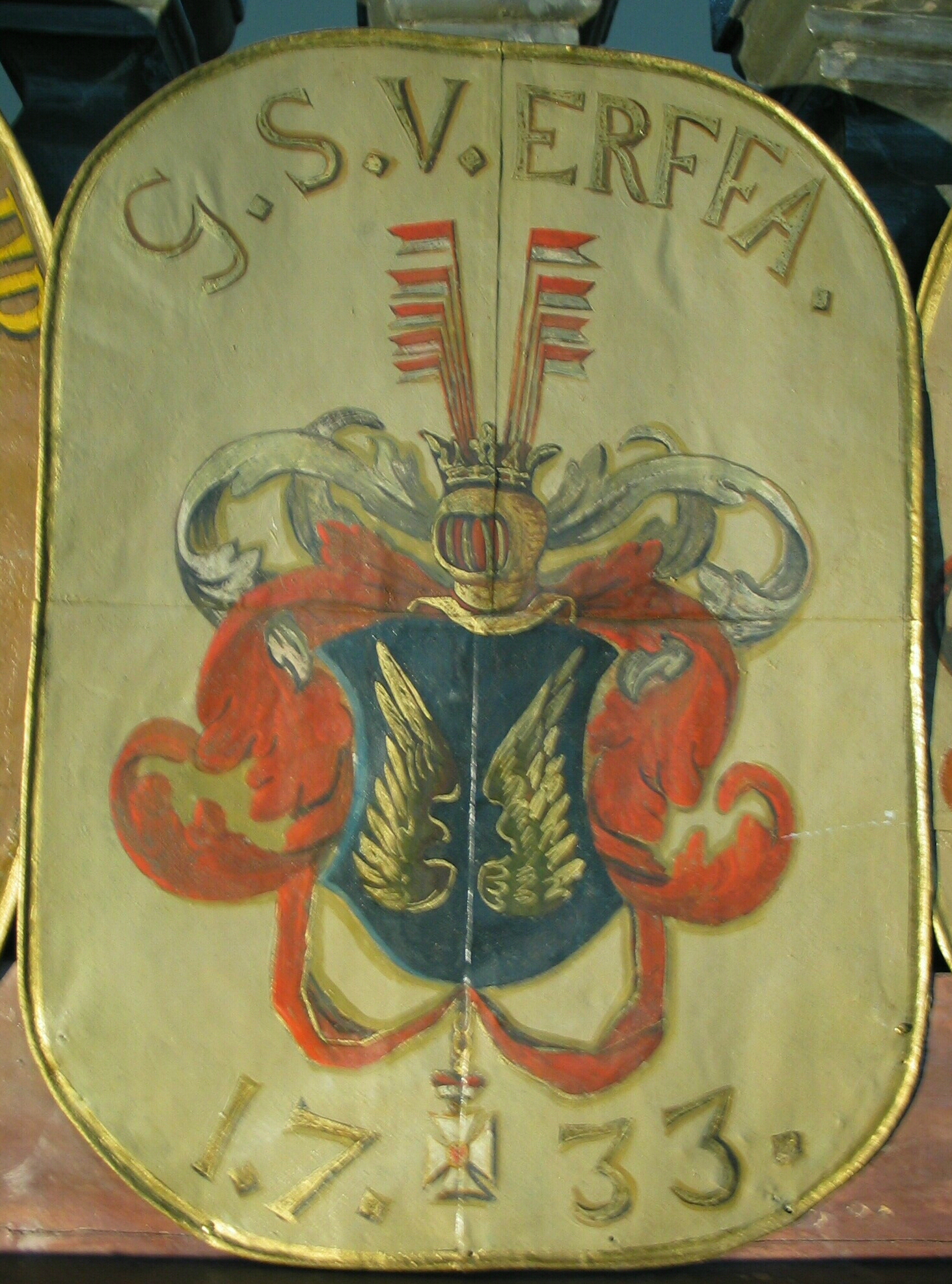
Georg Sigmund von Erffa (9. Dez. 1690 –)
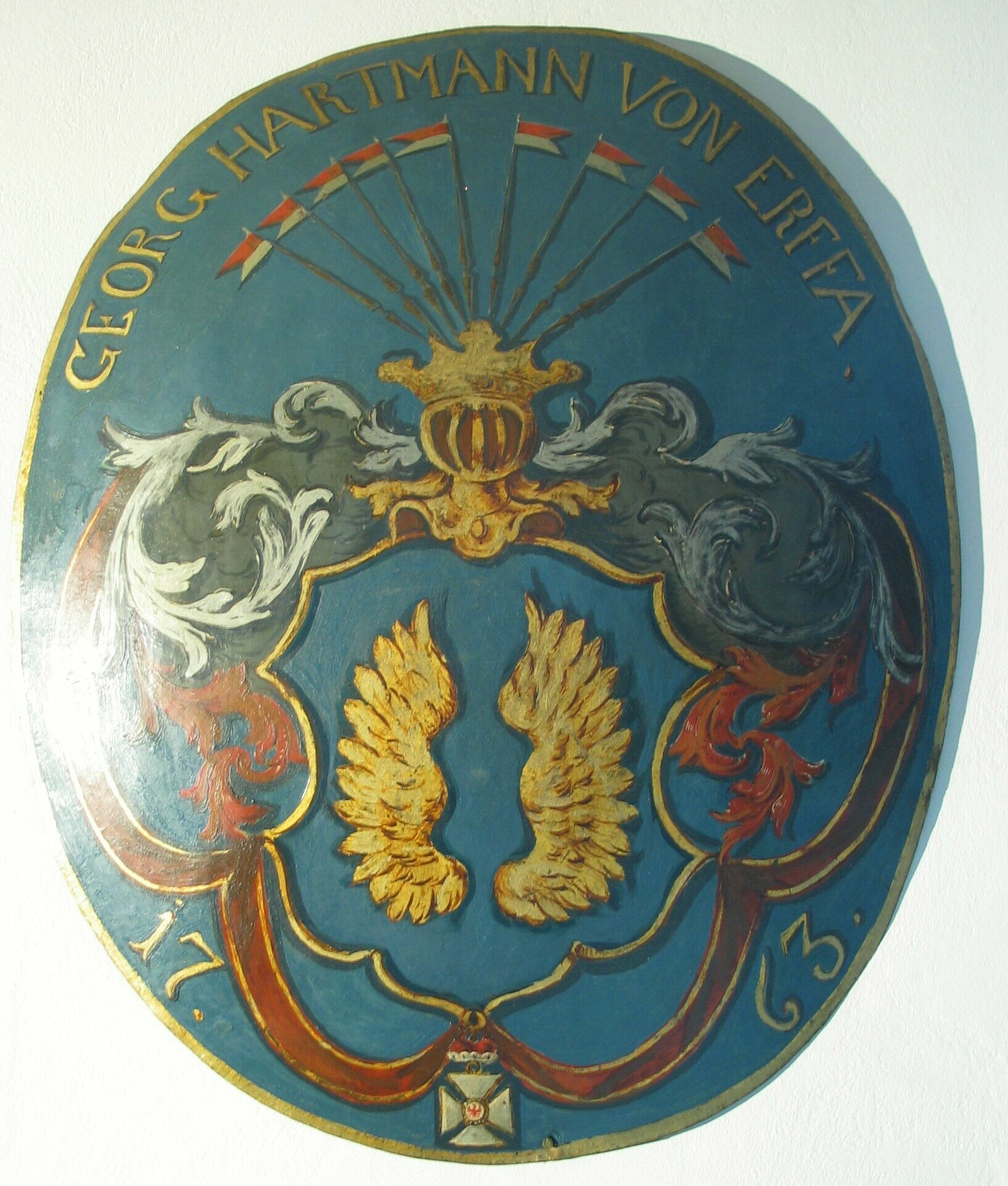
Georg Hartmann von Erffa (14. Mai 1727 – 11. Juni 1770)
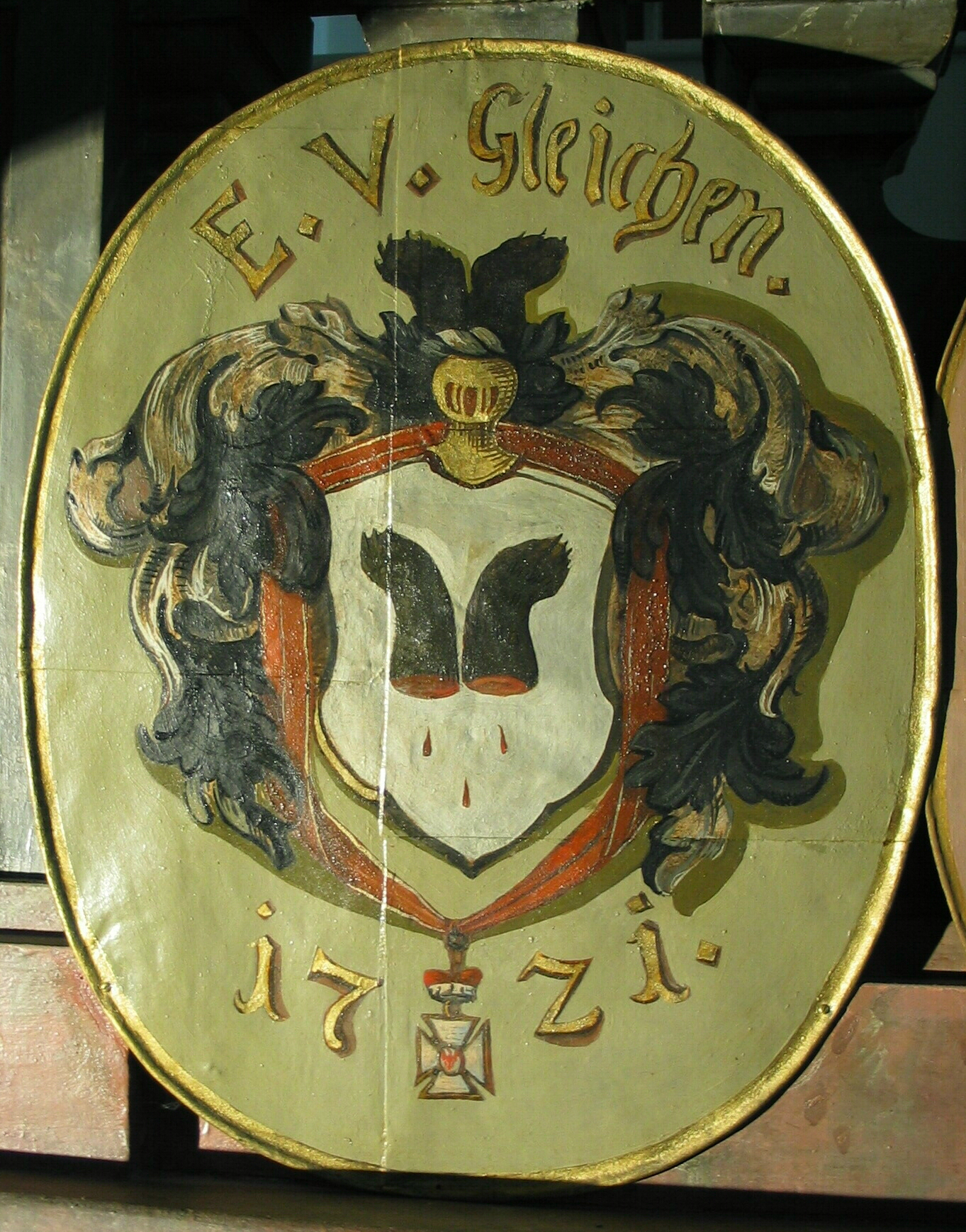
Ernst von Gleichen
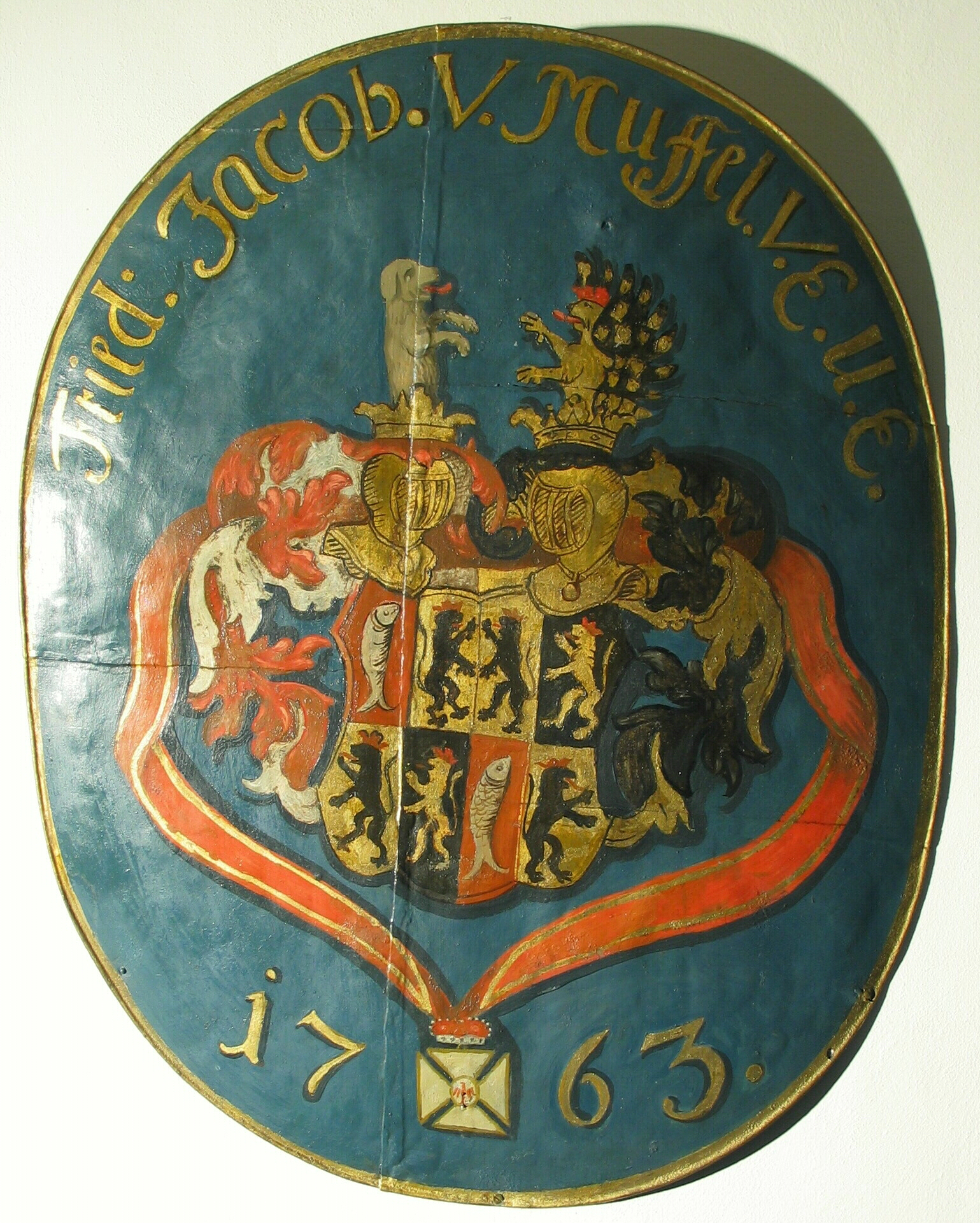
Friedrich Jacob Muffel von Eschenau und Eckenhaid (1708 – 1774)
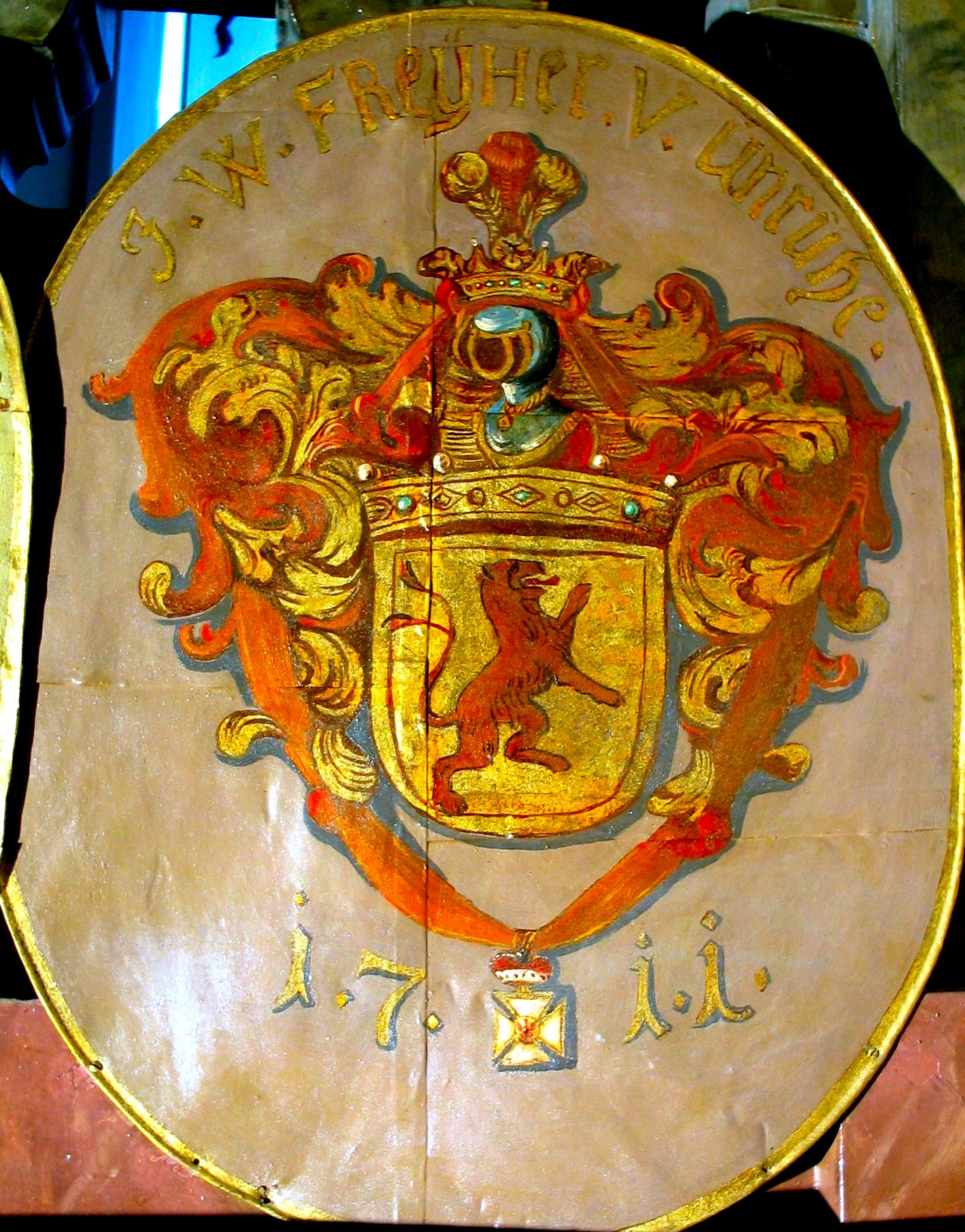
Johann Wilhelm Freiherr von Unruh (21. Juni 1668 – 7. Dez. 1728)
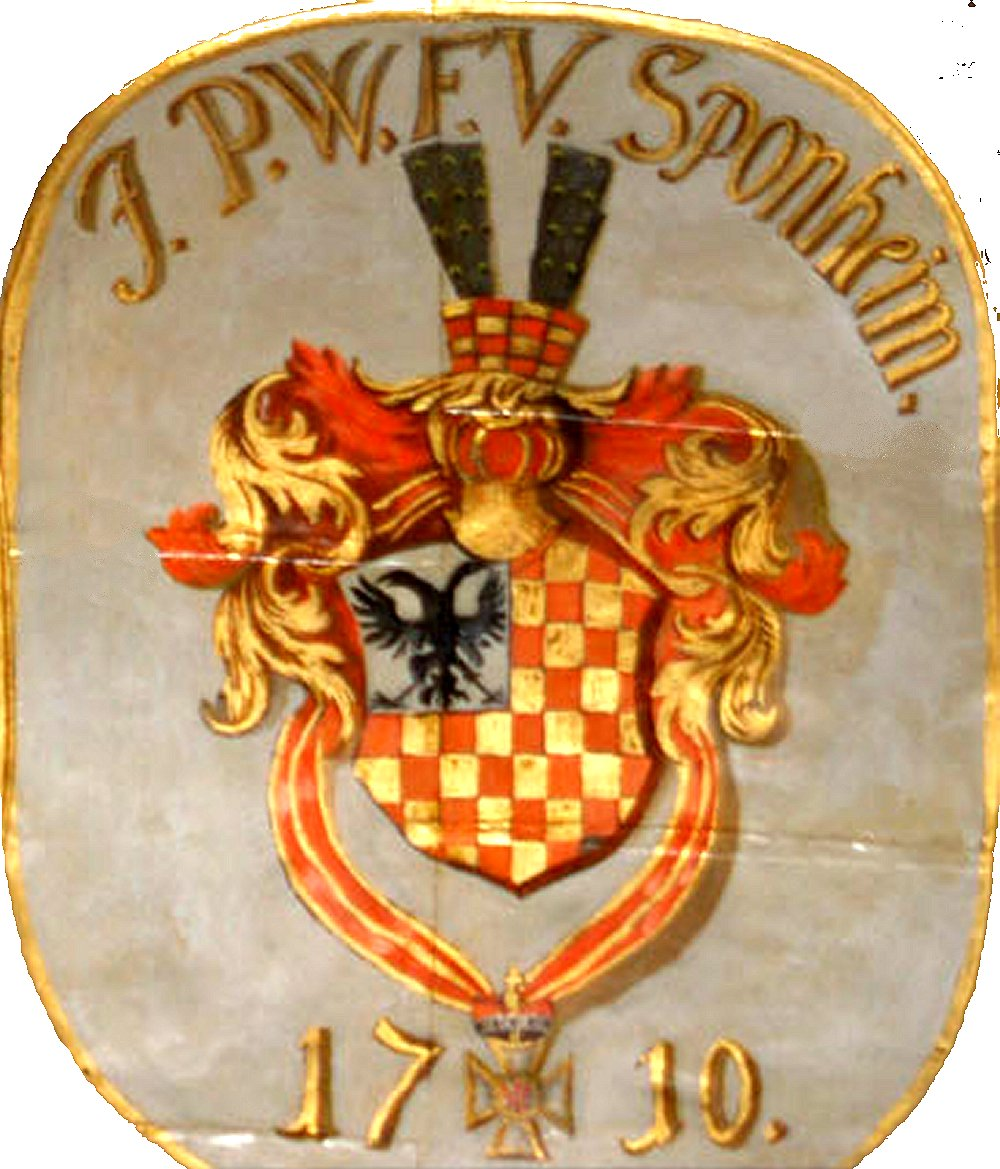
Johann Philipp Wolf von Sponheim

Die einzelnen Personen sind immer mindestens von lokaler Bedeutung, meist Inhaber von Hofämtern oder Militärangehörige, Verwaltungsbeamte und Kommandanten der Plassenburg, aber auch Gelehrte, manchmal sind auch überregional wichtige und ihre Zeit prägende Persönlichkeiten darunter. Die vertretenen Familien sind breit gefächert, vom einfachen Landadel bis zum Hochadel (Grafen von Hohenlohe, Grafen von Hohenzollern) lassen sich Vertreter finden; die Bandbreite reicht von livländischem (von Brehmer) über mecklenburgischem (von Moltke), altmärkischem (von Beust), westfälischem (von Korff), schlesischem (von Bindemann), rheinischem (von Metternich, Wolf von Sponheim), thüringischem (von Nauendorff) und fränkischem (von Crailsheim, von Seckendorff) bis hin zu französischem (von Neveu) und italienischem (Graf Philippi) Adel. Hier wurde versammelt, wer wichtig für den Markgrafen war, zu wem man Beziehungen unterhielt, wessen Loyalität man damit stärken wollte, wer prägend für die Zeit war und wen man an sich binden wollte.

### Liste der Wappentafeln mit Jahreszahl
| - Joseph Ludwig Leopold von Löwenberg, 1705 - Raimund Antonius Leopold von Löwenberg, 1705 - Philipp Achilles Baron von Kaltenthal, 1705 - Hermann Friedrich Graf zu Hohenzollern, 1705 - Joachim Hanns von Moltke, 1706 - Christoph von Bassewitz, 1706 - Hellmuth Otto von Bassewitz, 1707 - Hanß Heinrich von Barth, 1707 - Christian Martin von Gravenreuth, 1709 - Johann Philipp Wolf von Sponheim, 1710 - Johann Casimir von Benckendorff, 1710 - Christoph Friedrich Freiherr von Seckendorff-Aberdar, 1711 - Johann Heinrich Hofer von Lobenstein, 1711 - Johann Wilhelm Freiherr von Unruh, 1711 - Heinrich Siegmund Baron von Miltitz, 1713 - Friedrich Hermann von der Streithorst, 1713 - Christoph Heinrich von Leipziger, 1714 - Heinrich Carl von Künsberg, 1715 - Johann Georg Edler von Fischern, 1715 - Balthasar Heinrich von Nitzschwitz (Nischwitz), 1716 - Anton Ferdinand von Zedtwitz, 1716 - Adam Christoph Siegmund von Benckendorff, 1716 - Heinrich Johann von Korff, 1717 - Heinrich der XXII. in Reuß-Gera und Herr von Plauen, 1717 - Philipp Ferdinand von der Heydte, 1717 - Johann Georg Freiherr von Gersdorff, 1717 - Johann August von Ponickau, 1717 - Wolf Freiherr von Metternich, 1717 - Sylvius Gottlob von Gellhorn, 1717 - Heinrich XXV. Reuß-Gera und Herr von Plauen, 1717 - Christian Friedrich von Pflugk, 1717 - Carl Siegmund von Ziegesar, 1717 - Detlof Hans von Bassewitz, 1717 - Carl Gottfried Graf von Giech, 1717 - Christoph Erdmann Baron von Podewils, 1718 - Victor Graf von Philippi, 1718 - Georg Ehrenfried von Nauendorff, 1718 - Julius Dietrich Baron von Crailsheim, 1718 - Hans (Johann) Christoph Erdmann von Sparneck und Weißdorf, 1718 - Christian Hieronymus von Stutterheim, 1720 - August Friedrich von Roeder, 1720 - Hans Moritz von Brühl, 1720 | - Ernst von Gleichen, 1721 - Heinrich von Gleichen, 1721 - Daniel (?) I. von Kottulinsky von Kottulin, 1721 - Franz Joseph Baron von Neveu, 1721 - Wolff Christoph von Reitzenstein, 1721 - Cäsar Joseph von Lentulus, 1722 - Casimir Abraham Graf von Schlippenbach, 1722 - Otto Wilhelm von Bodenhausen, 1723 - Johann Freiherr von Brehmer, 1724 - Johann Christoph von Reitzenstein, 1726 - Christian Albrecht Graf von Wolfstein, 1728 - Christoph Heinrich von Reitzenstein, 1729 - Georg Friedrich von Reitzenstein, 1729 - Johann Heinrich von Dobeneck, 1729 - Christian Ernst von Reitzenstein, 1729 - Wilhelm von Bindemann, 1730 - Johann Sigmund von Oberländer, 1732 - Albrecht Ludwig Friedrich Graf von Hohenlohe, 1733 - Joachim Ernst von Beust, 1733 - Georg Sigmund von Erffa, 1733 - Andreas von der Lühe, 1734 - Johann Gebhard von Viettinghoff, 1734 - Carl Ludwig von Schlegel, 1738 - Johann Christian Wilhelm von Schardt, 1748 - Christian Friedrich von Grone zu Eschenau, 1752 - Joachim Ernst von Bonin, 1754 - Johann Ferdinand von Ehrenstein, 1755 - Philipp Andreas Freiherr von Ellrodt, 1756 - Christoph Ludwig Freiherr von und zu Aufseß, 1756 - Friedrich Wilhelm Freiherr von Ellrodt, 1759 - Johann Adam von Gravenreuth, 1759 - André Louìs Marquìs de Silva, 1761 - Friedrich Jacob Muffel von Eschenau und Eckenhaid, 1763 - Georg Hartmann von Erffa, 1763 - Johann Gottlob von Meyern, 1764 - Pierre Auguste Graf Wallis, 1764 - Christian Ulrich von Ketelhodt, 1765 - Johann Georg Tucher von Simmelsdorf, 1765 - Johann von Rothkirch, --- - Philipp Heinrich Freiherr von und zu Hanstein, 1766 - Sir Henry 3rd Baronet Echlin, 1767 - Carl Graf von Schmettau, 1768 - Simon Claude Amable Baron de Tubeuf, 1768 |

## Orgel

Blick auf die Orgel mit Brüstungspositiven